# Calígula (obra de teatro)

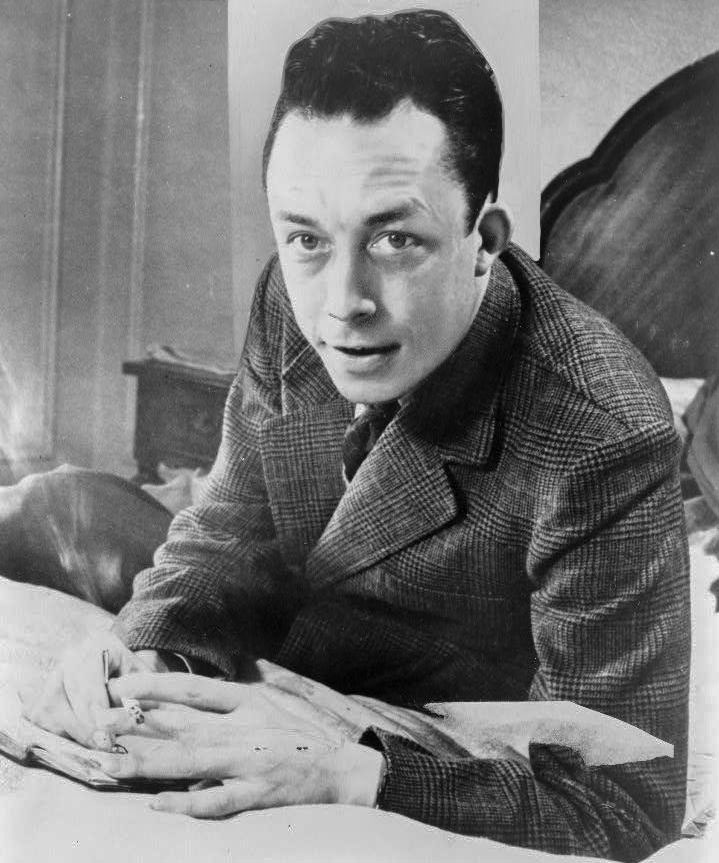
Albert Camus en 1957

Calígula es una obra de teatro en cuatro actos, escrita por el dramaturgo y filósofo francés Albert Camus y publicada en 1944.

## Argumento
La obra muestra al emperador romano Calígula destrozado por la muerte de Drusila, su hermana y amante. En la obra, Calígula finalmente trama su propio asesinato.
En palabras del propio autor, en la edición estadounidense de su obra de 1957, la obra se resume en los siguientes términos:
Calígula, hasta entonces príncipe relativamente amable, se da cuenta cuando muere Drusila, su hermana y su amante, de que "los hombres mueren y [...] no son felices". Desde entonces, obsesionado con la búsqueda de lo absoluto, envenenado de desprecio y horror, intenta ejercer, a través del asesinato y la perversión sistemática de todos los valores, una libertad que finalmente descubre que no es buena. Rechaza la amistad y el amor, la solidaridad humana sencilla, el bien y el mal. Toma la palabra los que le rodean, les empuja hacia la lógica, nivela todo lo que está a su alrededor por la fuerza de su negativa y por la furia de la destrucción que conduce su pasión por la vida.
Pero, suponiendo que la verdad sea rebelarse contra el destino, su error consiste en negar a los hombres. No se puede destruir todo sin destruirse a sí mismo. Por eso Calígula desaloja a todos los que le rodean y, fiel a su lógica, hace lo necesario para armar a aquellos que finalmente lo asesinarán. Calígula es la historia de un suicidio superior. Es la historia del más humano y más trágico de los errores. Infiel a los seres humanos debido a la excesiva lealtad a uno mismo, Calígula consiente en morir después de darse cuenta de que no se puede salvar solo y que nadie puede ser libre si es en contra de otros.

## Versiones
La versión final de cuatro actos, se publicó en 1944, aunque existe una versión anterior en tres actos, de 1941 y no publicada hasta 1984. Las diferencias entre ambas registran el efecto de la II Guerra Mundial sobre el ánimo del autor.[cita requerida]

## Representaciones destacadas
- Théatre Hébertot, París, 26 de septiembre de 1945. Estreno mundial.
  - Dirección: Paul Oettly.
  - Intérpretes: Gérard Philipe (Calígula), Michel Bouquet, Georges Vitaly y Margo Lion.

- 54th Street Theatre, Broadway, Nueva York, 1960.
  - Dirección: Sidney Lumet.
  - Intérpretes: Kenneth Haigh (Calígula), Colleen Dewhurst, Edward Binns, Clifford David.

- Festival de Teatro Clásico de Mérida, 1963. Estreno en España.
  - Dirección: José Tamayo.
  - Intérpretes: José María Rodero (Calígula), Susana Mara, Carlos Ballesteros, Sancho Gracia, José Bruguera.

- Televisión española, Teatro de siempre, 25 de octubre de 1971.
  - Dirección: Jaime Azpilicueta.
  - Intérpretes: José María Rodero (Calígula), Elvira Quintillá, Manuel Galiana, José Segura, Ángel Terrón, Valentín Tornos, Pedro del Río, Anastasio de la Fuente, Estanis Gonzalez, Ramón Corroto.

- Teatro Alcázar, Madrid, 1990.
  - Dirección: José Tamayo.
  - Intérpretes: Imanol Arias (Calígula), Ana Marzoa, Abel Folk, Carlos Domingo, Alberto Jiménez, Fabio León, Francisco Plaza, Sergio Otegui.

- Teatro Bellas Artes, Madrid, 1994.
  - Dirección: José Tamayo.
  - Música: Antón García Abril.
  - Intérpretes: Luis Merlo (Calígula), Pedro Mari Sánchez, María Jesús Sirvent, Jesús Cisneros, Andrés Resino.

- Televisión española, Estudio 1, 29 de mayo del 2001.
  - Traducción: José Escué.[1]
  - Dirección: Eloy de la Iglesia.
  - Intérpretes:  Roger Pera, Assumpta Serna, Fernando Guillén Cuervo, Sancho Gracia, Tony Fuentes, Ángel Pardo, Juan Díaz, Valentín Paredes, José María Escuer, Luis Barbero, Alejo Loren, Rafael Mendizábal y Paco Sagarzazu.

- Teatro María Guerrero, Madrid, 2018.
  - Dirección: Mario Gas.
  - Intérpretes: Pablo Derqui (Calígula), Borja Espinosa, Pep Ferrer, Mònica López, Pep Molina, Anabel Moreno, Ricardo Moya, Bernat Quintana y Xavi Ripoll.